# Naga-Gürtel
Ein  Naga-Gürtel ist eine Schutzwaffe aus Indien.

## Beschreibung
Der Naga-Gürtel wird von der Ethnie der Naga in Indien benutzt. Er dient als Schutz vor Verletzungen des Unterbauches und der inneren Organe. Der Gürtel besteht aus Spatha, den Blütenscheiden verschiedener Pflanzen aus der Gruppe der einkeimblättrigen Pflanzen, sowie aus getrocknetem Zuckerrohr, das zur Verarbeitung gespalten wird. Zur Dekoration werden die weißen Samen der Hiobsträne (Coix lacryma-jobi) verwendet.
Das Aussehen der Gürtel kann sehr unterschiedlich ausfallen, denn jede Gruppe der Naga fertigt diesen Gürtel nach eigenen Vorstellungen. Die am häufigsten verwendete Farbe der Naga-Gürtel ist rot. Andere Farben wie weiß oder schwarz werden aber ebenfalls verwendet. Er dient ebenfalls als Standesdefinition, um den Unterschied zwischen Zivilisten und Kriegern darzustellen.